# Paramachaerium

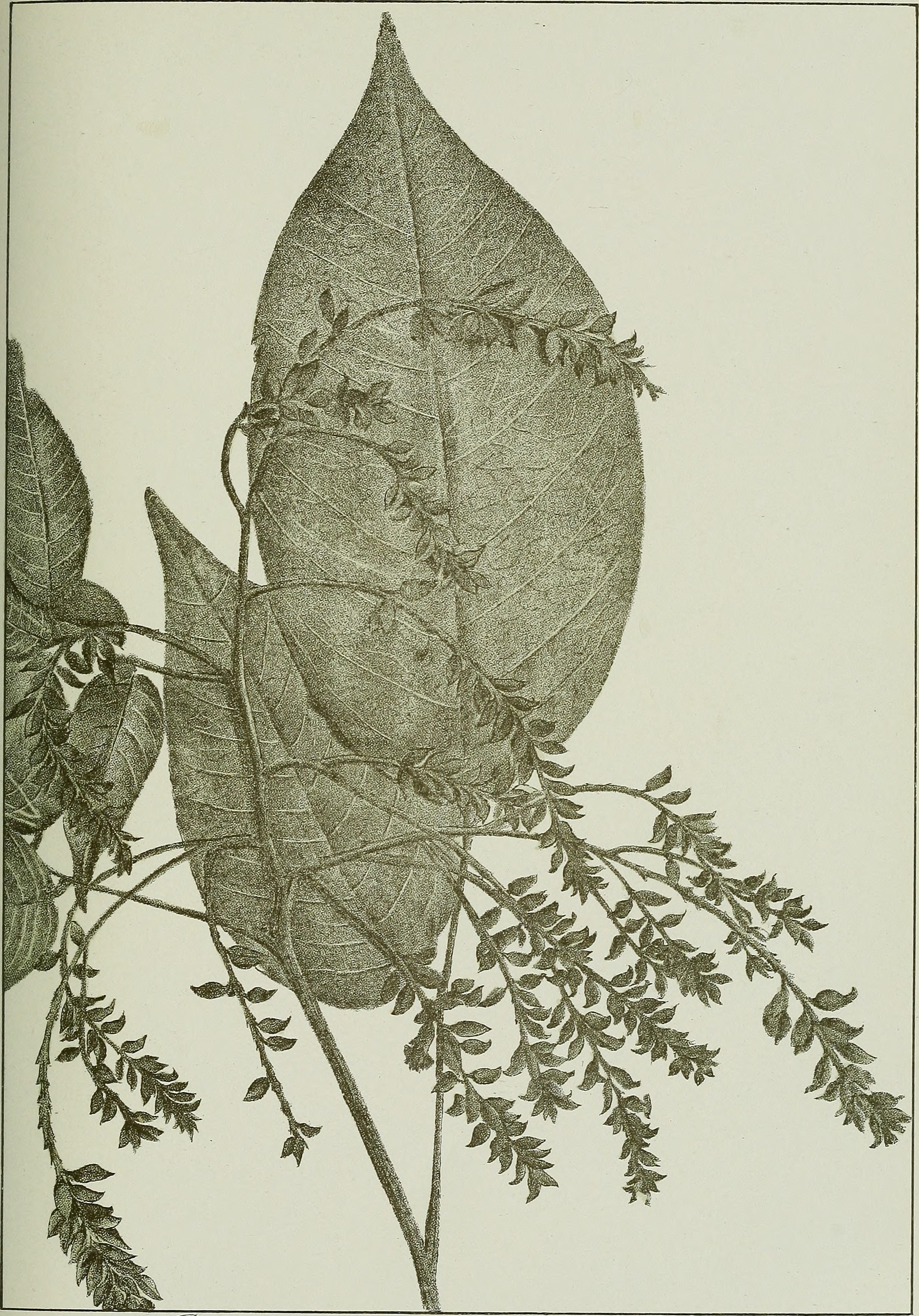
Ilustração de um Paramachaerium ormosioides, nos arquivos do Jardim Botânico do Rio de Janeiro.

Paramachaerium é um género botânico pertencente à família Fabaceae.
1. ↑  «Paramachaerium — World Flora Online». www.worldfloraonline.org. Consultado em 19 de agosto de 2020